# トリチェッロ
トリチェッロ（伊: Tricerro）は、イタリア共和国ピエモンテ州ヴェルチェッリ県にある、人口約700人の基礎自治体（コムーネ）。

## 地理

### 位置・広がり
| 隣接するコムーネは以下の通り。 - コスタンツァーナ - デザーナ - ロンセッコ - トリーノ |